# Paradigmas da comunicação
Paradigmas da Comunicação são os modelos nos quais são construídas as teorias científicas na Comunicação Social, enquanto campo de pesquisa acadêmica. Estes modelos, denominados paradigmas, contém a função organizadora, heurística, preditiva e a função de mensuração.

## Os paradigmas
A comunicação social possui diversas teorias que propõem investigar o campo comunicacional. Para se ter clareza a respeito de como é o tratamento dado pelas teorias ao objeto empírico da comunicação, a noção de paradigma é essencial para conseguir demarcar o campo de estudo.  denomina três modelos de paradigmas acionados na abordagem comunicacional: o paradigma informacional, o semiótico-informacional e o semiótico-textual.

### Paradigma Informacional
O paradigma informacional entende a comunicação como um modelo transmissivo. Esta noção se baseia na ideia de uma cadeia linear onde a mensagem do emissor é enviada ao receptor provocando alguma reação.

### Paradigma semiótico-informacional
Neste paradigma a contribuição da análise semiótica, que busca compreender os sentidos das mensagens são acrescentada ao modelo informacional.

### Paradigma semiótico-textual
Neste modelo rompem com a noção da cadeia linear de transmissão e acrescenta a análise do discurso e da análise semiótica da cultura. As intertextualidades são acionadas para entender as dinâmicas da produção e recepção das mensagens.